# Nadezjda Marilova
Nadezjda Nikolajevna Marilova (Russisch: Надежда Николаевна Марилова) (Tjoemen, 22 november 1966) is een voormalig Russische basketbalspeelster, die speelde voor het nationale team van Rusland.

## Carrière
Marilova begon haar carrière bij Oeralmasj Sverdlovsk in 1985. In 1996 ging ze naar CSKA Moskou. Ze won met CSKA het Landskampioenschap van Rusland in 1997. In 1997 stond Marilova met CSKA in de finale om de Ronchetti Cup. Ze stonden tegenover CariParma Parma uit Italië. Ze wonnen met 131-125 over twee wedstrijden. Na het seizoen keerde ze terug naar UMMC Jekaterinenburg. In 1998 ging ze spelen voor IMOS Gambrinus Žabovřesky uit Tsjechië. Ze werd in 1999 landskampioen en bekerwinnaar van Tsjechië. Na één seizoen ging ze naar USO Mondeville uit Frankrijk. In 2000 keerde ze voor de tweede keer terug naar UMMC Jekaterinenburg. Ze won met UMMC het Landskampioenschap van Rusland in 2002. Ze stopte in 2002 met basketbal.
Met Rusland won ze zilver op het Wereldkampioenschap in 1998 en brons op het Europees Kampioenschap in 1995.

## Privé
Nadezjda Marilova is getrouwd met basketbalcoach Vladimir Koloskov.

## Erelijst
- Landskampioen Rusland: 2
  - Winnaar: 1997, 2002
  - Tweede: 2001
  - Derde: 1994, 1996, 1998
- Landskampioen Tsjechië: 1
  - Winnaar: 1999
- Bekerwinnaar Tsjechië: 1
  - Winnaar: 1999
- Ronchetti Cup: 1
  - Winnaar: 1997
- Wereldkampioenschap:
  - Zilver: 1998
- Europees Kampioenschap:
  - Brons: 1995